# Station Tarnów Północny
Station Tarnów Północ is een spoorwegstation in de Poolse plaats Tarnów.